# Eleições autárquicas de 2013 em Cascais
As eleições autárquicas de 2013, no concelho de Cascais, serviram para eleger os diferentes membros do poder local autárquico.
Carlos Carreiras, candidato pela coligação entre o Partido Social Democrata e o CDS - Partido Popular, foi eleito presidente, ao conquistar 42,72% dos votos.

## Resultados Oficiais
Os resultados para os diferentes órgãos do poder local do concelho de Cascais foram os seguintes:

### Câmara Municipal
| Partido                 | Partido                        | Votos   | %               | +/-   | Vereadores | +/-     |
| ----------------------- | ------------------------------ | ------- | --------------- | ----- | ---------- | ------- |
|                         | PSD-CDS                        | 28 004  | 42,72 / 100,00  | 10,32 | 6 / 11     | 1       |
|                         | Partido Socialista             | 14 140  | 21,57 / 100,00  | 5,09  | 3 / 11     | Estável |
|                         | Coligação Democrática Unitária | 7 366   | 11,24 / 100,00  | 2,05  | 1 / 11     | Estável |
|                         | Ser Cascais                    | 4 985   | 7,60 / 100,00   | Novo  | 1 / 11     | Novo    |
|                         | Bloco de Esquerda              | 2 997   | 4,57 / 100,00   | 1,67  | 0 / 11     | Estável |
|                         | Partido Trabalhista Português  | 901     | 1,37 / 100,00   | -     | 0 / 11     | -       |
|                         | PPM-PND-PPV                    | 629     | 0,96 / 100,00   | Novo  | 0 / 11     | Novo    |
|                         | PCTP/MRPP                      | 576     | 0,88 / 100,00   | 0,44  | 0 / 11     | Estável |
| Votos Inválidos         | Votos Inválidos                | 5 951   | 9,08 / 100,00   | 5,75  |            |         |
| Total                   | Total                          | 65 549  | 100,00 / 100,00 |       | 11 / 11    |         |
| Eleitorado/Participação | Eleitorado/Participação        | 172 357 | 37,99 / 100,00  | 6,07  |            |         |

### Assembleia Municipal
| Partido                 | Partido                        | Votos   | %               | +/-  | Mandatos | +/-     |
| ----------------------- | ------------------------------ | ------- | --------------- | ---- | -------- | ------- |
|                         | PSD-CDS                        | 26 455  | 40,36 / 100,00  | 8,80 | 16 / 33  | 2       |
|                         | Partido Socialista             | 14 695  | 22,42 / 100,00  | 5,98 | 8 / 33   | 2       |
|                         | Coligação Democrática Unitária | 7 989   | 12,19 / 100,00  | 2,06 | 4 / 33   | 1       |
|                         | Ser Cascais                    | 5 371   | 8,19 / 100,00   | Novo | 3 / 33   | Novo    |
|                         | Bloco de Esquerda              | 3 497   | 5,34 / 100,00   | 2,41 | 2 / 33   | Estável |
|                         | PPM-PND-PPV                    | 798     | 1,22 / 100,00   | -    | 0 / 33   | -       |
|                         | PCTP/MRPP                      | 647     | 0,99 / 100,00   | Novo | 0 / 33   | Novo    |
| Votos Inválidos         | Votos Inválidos                | 6 094   | 9,30 / 100,00   | 5,77 |          |         |
| Total                   | Total                          | 65 546  | 100,00 / 100,00 |      | 33 / 33  |         |
| Eleitorado/Participação | Eleitorado/Participação        | 172 537 | 37,99 / 100,00  | 6,07 |          |         |

### Juntas de Freguesia
| Partido                 | Partido                        | Votos   | %               | +/-  | Presidentes | Mandatos | +/-  |
| ----------------------- | ------------------------------ | ------- | --------------- | ---- | ----------- | -------- | ---- |
|                         | PSD-CDS                        | 26 315  | 40,15 / 100,00  | 8,34 | 3 / 4       | 37 / 80  | 19   |
|                         | Partido Socialista             | 15 236  | 23,24 / 100,00  | 6,06 | 1 / 4       | 23 / 80  | 8    |
|                         | Coligação Democrática Unitária | 8 142   | 12,42 / 100,00  | 2,07 | 0 / 4       | 11 / 80  | 2    |
|                         | Grupo de Cidadãos              | 5 264   | 8,03 / 100,00   | -    | 0 / 4       | 5 / 80   | -    |
|                         | Bloco de Esquerda              | 3 367   | 5,14 / 100,00   | 1,83 | 0 / 4       | 4 / 80   | 2    |
|                         | PPM-PND-PPV                    | 738     | 1,13 / 100,00   | Novo | 0 / 4       | 0 / 80   | Novo |
|                         | PCTP/MRPP                      | 428     | 0,65 / 100,00   | -    | 0 / 4       | 0 / 80   | -    |
| Votos Inválidos         | Votos Inválidos                | 6 056   | 9,24 / 100,00   | 5,44 |             |          |      |
| Total                   | Total                          | 65 546  | 100,00 / 100,00 |      | 4 / 4       | 80 / 80  | 22   |
| Eleitorado/Participação | Eleitorado/Participação        | 172 537 | 37,99 / 100,00  | 6,07 |             |          |      |

## Resultados por Freguesia

### Câmara Municipal
| Freguesia            | %        | %     | %     | %    | %    | %    | %             | %    | Votantes |
| Freguesia            | PSD -CDS | PS    | CDU   | SC   | BE   | PTP  | PPM -PPV -PND | PCTP | Votantes |
| -------------------- | -------- | ----- | ----- | ---- | ---- | ---- | ------------- | ---- | -------- |
| Alcabideche          | 43,26    | 23,46 | 10,76 | 6,99 | 3,79 | 1,46 | 1,01          | 0,81 | 12 023   |
| Carcavelos e Parede  | 41,40    | 19,82 | 11,84 | 7,65 | 5,80 | 1,35 | 0,99          | 0,90 | 15 835   |
| Cascais e Estoril    | 52,17    | 17,49 | 7,90  | 8,57 | 3,77 | 0,95 | 0,89          | 0,50 | 20 624   |
| São Domingos de Rana | 32,16    | 26,81 | 15,04 | 6,83 | 4,95 | 1,86 | 0,98          | 1,37 | 17 067   |
| Cascais              | 42,72    | 21,57 | 11,24 | 7,60 | 4,57 | 1,37 | 0,96          | 0,88 | 65 549   |

#### Alcabideche
| Partido                 | Partido                        | Votos  | %               | +/-  |
| ----------------------- | ------------------------------ | ------ | --------------- | ---- |
|                         | PSD-CDS                        | 5 201  | 43,26 / 100,00  | 5,36 |
|                         | Partido Socialista             | 2 820  | 23,46 / 100,00  | 6,79 |
|                         | Coligação Democrática Unitária | 1 294  | 10,76 / 100,00  | 1,00 |
|                         | Ser Cascais                    | 840    | 6,99 / 100,00   | Novo |
|                         | Bloco de Esquerda              | 456    | 3,79 / 100,00   | 2,61 |
|                         | Partido Trabalhista Português  | 175    | 1,46 / 100,00   | -    |
|                         | PPM-PND-PPV                    | 122    | 1,01 / 100,00   | Novo |
|                         | PCTP/MRPP                      | 97     | 0,81 / 100,00   | 0,33 |
| Votos Inválidos         | Votos Inválidos                | 1 018  | 8,46 / 100,00   | 5,07 |
| Total                   | Total                          | 12 023 | 100,00 / 100,00 |      |
| Eleitorado/Participação | Eleitorado/Participação        | 32 506 | 36,99 / 100,00  | 5,72 |

#### Carcavelos e Parede
| Partido                 | Partido                        | Votos  | %               | +/-   |
| ----------------------- | ------------------------------ | ------ | --------------- | ----- |
|                         | PSD-CDS                        | 6 555  | 41,40 / 100,00  | 14,22 |
|                         | Partido Socialista             | 3 138  | 19,82 / 100,00  | 4,06  |
|                         | Coligação Democrática Unitária | 1 875  | 11,84 / 100,00  | 2,76  |
|                         | Ser Cascais                    | 1 212  | 7,65 / 100,00   | Novo  |
|                         | Bloco de Esquerda              | 918    | 5,80 / 100,00   | 0,71  |
|                         | Partido Trabalhista Português  | 213    | 1,35 / 100,00   | -     |
|                         | PPM-PND-PPV                    | 156    | 0,99 / 100,00   | Novo  |
|                         | PCTP/MRPP                      | 143    | 0,90 / 100,00   | 0,48  |
| Votos Inválidos         | Votos Inválidos                | 1 625  | 10,26 / 100,00  | 6,84  |
| Total                   | Total                          | 15 835 | 100,00 / 100,00 |       |
| Eleitorado/Participação | Eleitorado/Participação        | 38 284 | 41,36 / 100,00  | 7,13  |

#### Cascais e Estoril
| Partido                 | Partido                        | Votos  | %               | +/-   |
| ----------------------- | ------------------------------ | ------ | --------------- | ----- |
|                         | PSD-CDS                        | 10 759 | 52,17 / 100,00  | 10,76 |
|                         | Partido Socialista             | 3 607  | 17,49 / 100,00  | 3,57  |
|                         | Ser Cascais                    | 1 768  | 8,57 / 100,00   | Novo  |
|                         | Coligação Democrática Unitária | 1 630  | 7,90 / 100,00   | 1,55  |
|                         | Bloco de Esquerda              | 778    | 3,77 / 100,00   | 1,26  |
|                         | Partido Trabalhista Português  | 196    | 0,95 / 100,00   | -     |
|                         | PPM-PND-PPV                    | 183    | 0,89 / 100,00   | Novo  |
|                         | PCTP/MRPP                      | 103    | 0,50 / 100,00   | 0,18  |
| Votos Inválidos         | Votos Inválidos                | 1 600  | 7,75 / 100,00   | 4,58  |
| Total                   | Total                          | 20 624 | 100,00 / 100,00 |       |
| Eleitorado/Participação | Eleitorado/Participação        | 56 207 | 36,69 / 100,00  | 4,75  |

#### São Domingos de Rana
| Partido                 | Partido                        | Votos  | %               | +/-  |
| ----------------------- | ------------------------------ | ------ | --------------- | ---- |
|                         | PSD-CDS                        | 5 489  | 32,16 / 100,00  | 8,66 |
|                         | Partido Socialista             | 4 575  | 26,81 / 100,00  | 7,32 |
|                         | Coligação Democrática Unitária | 2 567  | 15,04 / 100,00  | 2,47 |
|                         | Ser Cascais                    | 1 165  | 6,83 / 100,00   | Novo |
|                         | Bloco de Esquerda              | 845    | 4,95 / 100,00   | 2,48 |
|                         | Partido Trabalhista Português  | 317    | 1,86 / 100,00   | -    |
|                         | PCTP/MRPP                      | 233    | 1,37 / 100,00   | 0,78 |
|                         | PPM-PND-PPV                    | 168    | 0,98 / 100,00   | Novo |
| Votos Inválidos         | Votos Inválidos                | 1 708  | 10,01 / 100,00  | 6,62 |
| Total                   | Total                          | 17 067 | 100,00 / 100,00 |      |
| Eleitorado/Participação | Eleitorado/Participação        | 45 540 | 37,48 / 100,00  | 7,15 |

### Assembleia Municipal
| Freguesia            | %        | %     | %       | %    | %    | %             | %    | Votantes |
| Freguesia            | PSD- CDS | PS    | PCP-PEV | SC   | BE   | PPM- PPV- PND | PCTP | Votantes |
| -------------------- | -------- | ----- | ------- | ---- | ---- | ------------- | ---- | -------- |
| Alcabideche          | 40,45    | 24,43 | 12,05   | 8,00 | 4,43 | 1,06          | 0,85 | 12 024   |
| Carcavelos e Parede  | 39,18    | 20,65 | 13,07   | 8,13 | 6,36 | 1,17          | 1,01 | 15 834   |
| Cascais e Estoril    | 50,24    | 18,12 | 8,53    | 9,06 | 4,49 | 1,08          | 0,62 | 20 621   |
| São Domingos de Rana | 29,46    | 27,84 | 15,89   | 7,34 | 6,04 | 1,53          | 1,51 | 17 067   |
| Cascais              | 40,36    | 22,42 | 12,19   | 8,19 | 5,34 | 1,22          | 0,99 | 65 546   |

#### Alcabideche
| Partido                 | Partido                        | Votos  | %               | +/-  |
| ----------------------- | ------------------------------ | ------ | --------------- | ---- |
|                         | PSD-CDS                        | 4 864  | 40,45 / 100,00  | 5,01 |
|                         | Partido Socialista             | 2 937  | 24,43 / 100,00  | 7,16 |
|                         | Coligação Democrática Unitária | 1 449  | 12,05 / 100,00  | 1,41 |
|                         | Ser Cascais                    | 962    | 8,00 / 100,00   | Novo |
|                         | Bloco de Esquerda              | 533    | 4,43 / 100,00   | 3,46 |
|                         | PPM-PND-PPV                    | 128    | 1,06 / 100,00   | Novo |
|                         | PCTP/MRPP                      | 102    | 0,85 / 100,00   | -    |
| Votos Inválidos         | Votos Inválidos                | 1 049  | 8,73 / 100,00   | 5,29 |
| Total                   | Total                          | 12 024 | 100,00 / 100,00 |      |
| Eleitorado/Participação | Eleitorado/Participação        | 32 506 | 36,99 / 100,00  | 5,72 |

#### Carcavelos e Parede
| Partido                 | Partido                        | Votos  | %               | +/-   |
| ----------------------- | ------------------------------ | ------ | --------------- | ----- |
|                         | PSD-CDS                        | 6 203  | 39,18 / 100,00  | 12,41 |
|                         | Partido Socialista             | 3 269  | 20,65 / 100,00  | 4,93  |
|                         | Coligação Democrática Unitária | 2 070  | 13,07 / 100,00  | 3,04  |
|                         | Ser Cascais                    | 1 287  | 8,13 / 100,00   | Novo  |
|                         | Bloco de Esquerda              | 1 007  | 6,36 / 100,00   | 1,71  |
|                         | PPM-PND-PPV                    | 186    | 1,17 / 100,00   | Novo  |
|                         | PCTP/MRPP                      | 160    | 1,01 / 100,00   | -     |
| Votos Inválidos         | Votos Inválidos                | 1 652  | 10,43 / 100,00  | 6,74  |
| Total                   | Total                          | 15 834 | 100,00 / 100,00 |       |
| Eleitorado/Participação | Eleitorado/Participação        | 38 284 | 41,36 / 100,00  | 7,13  |

#### Cascais e Estoril
| Partido                 | Partido                        | Votos  | %               | +/-  |
| ----------------------- | ------------------------------ | ------ | --------------- | ---- |
|                         | PSD-CDS                        | 10 360 | 50,24 / 100,00  | 8,69 |
|                         | Partido Socialista             | 3 737  | 18,12 / 100,00  | 4,95 |
|                         | Ser Cascais                    | 1 869  | 9,06 / 100,00   | Novo |
|                         | Coligação Democrática Unitária | 1 758  | 8,53 / 100,00   | 1,58 |
|                         | Bloco de Esquerda              | 926    | 4,49 / 100,00   | 2,12 |
|                         | PPM-PND-PPV                    | 223    | 1,08 / 100,00   | Novo |
|                         | PCTP/MRPP                      | 128    | 0,62 / 100,00   | -    |
| Votos Inválidos         | Votos Inválidos                | 1 620  | 7,86 / 100,00   | 4,70 |
| Total                   | Total                          | 20 621 | 100,00 / 100,00 |      |
| Eleitorado/Participação | Eleitorado/Participação        | 56 207 | 36,69 / 100,00  | 4,75 |

#### São Domingos de Rana
| Partido                 | Partido                        | Votos  | %               | +/-  |
| ----------------------- | ------------------------------ | ------ | --------------- | ---- |
|                         | PSD-CDS                        | 5 028  | 29,46 / 100,00  | 7,27 |
|                         | Partido Socialista             | 4 752  | 27,84 / 100,00  | 7,98 |
|                         | Coligação Democrática Unitária | 2 712  | 15,89 / 100,00  | 1,95 |
|                         | Ser Cascais                    | 1 253  | 7,34 / 100,00   | Novo |
|                         | Bloco de Esquerda              | 1 031  | 6,04 / 100,00   | 2,78 |
|                         | PPM-PND-PPV                    | 261    | 1,53 / 100,00   | Novo |
|                         | PCTP/MRPP                      | 257    | 1,51 / 100,00   | -    |
| Votos Inválidos         | Votos Inválidos                | 1 773  | 10,39 / 100,00  | 6,49 |
| Total                   | Total                          | 17 067 | 100,00 / 100,00 |      |
| Eleitorado/Participação | Eleitorado/Participação        | 45 540 | 37,48 / 100,00  | 7,15 |

### Juntas de Freguesia

#### Alcabideche
| Partido                 | Partido                        | Votos  | %               | +/-  | Mandatos | +/-     |
| ----------------------- | ------------------------------ | ------ | --------------- | ---- | -------- | ------- |
|                         | PSD-CDS                        | 4 838  | 40,24 / 100,00  | 5,69 | 9 / 19   | 1       |
|                         | Partido Socialista             | 3 074  | 25,57 / 100,00  | 6,07 | 6 / 19   | Estável |
|                         | Coligação Democrática Unitária | 1 497  | 12,45 / 100,00  | 0,79 | 2 / 19   | Estável |
|                         | Ser Cascais                    | 953    | 7,93 / 100,00   | Novo | 1 / 19   | Novo    |
|                         | Bloco de Esquerda              | 523    | 4,35 / 100,00   | 2,81 | 1 / 19   | Estável |
|                         | PPM-PND-PPV                    | 129    | 1,07 / 100,00   | Novo | 0 / 19   | Novo    |
| Votos Inválidos         | Votos Inválidos                | 1 010  | 8,40 / 100,00   | 4,79 |          |         |
| Total                   | Total                          | 12 024 | 100,00 / 100,00 |      | 19 / 19  |         |
| Eleitorado/Participação | Eleitorado/Participação        | 32 506 | 36,99 / 100,00  | 5,72 |          |         |

#### Carcavelos e Parede
| Partido                 | Partido                        | Votos  | %               | Mandatos |
| ----------------------- | ------------------------------ | ------ | --------------- | -------- |
|                         | PSD-CDS                        | 6 231  | 39,35 / 100,00  | 9 / 19   |
|                         | Partido Socialista             | 3 316  | 20,94 / 100,00  | 5 / 19   |
|                         | Coligação Democrática Unitária | 2 089  | 13,19 / 100,00  | 3 / 19   |
|                         | Ser Cascais                    | 1 254  | 7,92 / 100,00   | 1 / 19   |
|                         | Bloco de Esquerda              | 945    | 5,97 / 100,00   | 1 / 19   |
|                         | PPM-PND-PPV                    | 185    | 1,17 / 100,00   | 0 / 19   |
|                         | PCTP/MRPP                      | 161    | 1,02 / 100,00   | 0 / 19   |
| Votos Inválidos         | Votos Inválidos                | 1 653  | 10,44 / 100,00  |          |
| Total                   | Total                          | 15 834 | 100,00 / 100,00 | 19 / 19  |
| Eleitorado/Participação | Eleitorado/Participação        | 38 284 | 41,36 / 100,00  |          |

#### Cascais e Estoril
| Partido                 | Partido                        | Votos  | %               | Mandatos |
| ----------------------- | ------------------------------ | ------ | --------------- | -------- |
|                         | PSD-CDS                        | 10 425 | 50,55 / 100,00  | 12 / 21  |
|                         | Partido Socialista             | 3 703  | 17,96 / 100,00  | 4 / 21   |
|                         | Ser Cascais                    | 1 866  | 9,05 / 100,00   | 2 / 21   |
|                         | Coligação Democrática Unitária | 1 802  | 8,74 / 100,00   | 2 / 21   |
|                         | Bloco de Esquerda              | 962    | 4,66 / 100,00   | 1 / 21   |
|                         | PPM-PND-PPV                    | 228    | 1,11 / 100,00   | 0 / 21   |
| Votos Inválidos         | Votos Inválidos                | 1 636  | 7,94 / 100,00   |          |
| Total                   | Total                          | 20 622 | 100,00 / 100,00 | 21 / 21  |
| Eleitorado/Participação | Eleitorado/Participação        | 56 207 | 36,69 / 100,00  |          |

#### São Domingos de Rana
| Partido                 | Partido                        | Votos  | %               | +/-  | Mandatos | +/-     |
| ----------------------- | ------------------------------ | ------ | --------------- | ---- | -------- | ------- |
|                         | Partido Socialista             | 5 143  | 30,14 / 100,00  | 9,32 | 8 / 21   | Estável |
|                         | PSD-CDS                        | 4 821  | 28,25 / 100,00  | 5,16 | 7 / 21   | Estável |
|                         | Coligação Democrática Unitária | 2 754  | 16,14 / 100,00  | 2,55 | 4 / 21   | 1       |
|                         | Ser Cascais                    | 1 191  | 6,98 / 100,00   | Novo | 1 / 21   | Novo    |
|                         | Bloco de Esquerda              | 937    | 5,49 / 100,00   | 2,07 | 1 / 21   | Estável |
|                         | PCTP/MRPP                      | 267    | 1,56 / 100,00   | -    | 0 / 21   | -       |
|                         | PPM-PND-PPV                    | 196    | 1,15 / 100,00   | Novo | 0 / 21   | Novo    |
| Votos Inválidos         | Votos Inválidos                | 1 757  | 10,29 / 100,00  | 6,72 |          |         |
| Total                   | Total                          | 17 066 | 100,00 / 100,00 |      | 21 / 21  | 2       |
| Eleitorado/Participação | Eleitorado/Participação        | 45 540 | 37,47 / 100,00  | 7,16 |          |         |

#### Juntas antes e depois das Eleições
| Freguesia            | 2009-2013   | 2009-2013          | 2009-2013      | 2013-2017 | 2013-2017          | 2013-2017      |
| -------------------- | ----------- | ------------------ | -------------- | --------- | ------------------ | -------------- |
| Alcabideche          |             | PSD-CDS            | 45,93 / 100,00 |           | PSD-CDS            | 40,24 / 100,00 |
| Carcavelos e Parede  | Não Existia | Não Existia        | Não Existia    |           | PSD-CDS            | 39,35 / 100,00 |
| Cascais e Estoril    | Não Existia | Não Existia        | Não Existia    |           | PSD-CDS            | 50,55 / 100,00 |
| São Domingos de Rana |             | Partido Socialista | 39,46 / 100,00 |           | Partido Socialista | 30,14 / 100,00 |